# Comte de Jersey
Pour les articles homonymes, voir Jersey (homonymie).
Le titre de comte de Jersey (Earl of the Island of Jersey, simplifié dans l'usage courant en Earl of Jersey) est un titre actuel de la pairie d'Angleterre.

## Histoire du titre

Armes de la famille Villiers

Le titre est créé en 1697 pour Edward Villiers († 1711), 1er vicomte Villiers, qui fut Lord Chamberlain de 1700 à 1704. Membre d'une famille d'origine normande à laquelle appartenait le célèbre duc de Buckingham, son titre s'est transmis depuis dans la famille Villiers, sans discontinuer.
Cette pairie était à l'origine attachée à des biens situés en Angleterre dans la péninsule de Hoo et à Dartford, dans le comté de Kent, mais à aucun bien situé sur l'île de Jersey.
Le titulaire actuel, lord William Child Villiers, 10e comte de Jersey, 13e vicomte Grandison (en), est propriétaire du Manoir Radier, à Grouville (Jersey) et a épousé une Jersiaise. Il est le fondateur en 2008 de la Lord Jersey Rugby Cup.
Middleton Park dans l'Oxfordshire et Osterley Park près de Londres sont anciens sièges des comtes.
Les armoiries du comte de Jersey sont : d'argent à la croix de gueules chargée de cinq coquilles d'or (Burke peerage) et sa devise est Fidei Coticula Crux (la croix est la pierre de touche de la foi).

## Comtes de Jersey (1697)
- 1697-1711 : Edward Villiers († 1711), homme politique ;
- 1711-1721 : William Villiers († 1721), homme politique ;
- 1721-1769 : William Villiers († 1769) ;
- 1769-1805 : George Bussy Villiers (1735-1805), courtisan ;
- 1805-1859 : George Child Villiers (1773-1859), homme politique ;
- 1859 : George Child Villiers (1808-1859), parlementaire ;
- 1859-1915 : Victor Child Villiers (1845-1915), gouverneur colonial ;
- 1915-1923 : George Child Villiers (1873-1923) ;
- 1923-1998 : George Child Villiers (1910-1998) ;
- depuis 1998 : William Child Villiers (né en 1976), acteur et producteur.